# Alles nix Konkretes
Alles nix Konkretes ist das erste Studioalbum der deutschen Rockband AnnenMayKantereit, das im März 2016 erschien.

## Entstehung und Veröffentlichung
Die Erstveröffentlichung von Alles nix Konkretes erfolgte am 18. März 2016 bei Vertigo Berlin. Das Album erschien in seiner Originalausführung digital zum Download und Streaming sowie physisch als CD (Katalognummer: 0602547703781) und LP (Katalognummer: 060254770379) mit zwölf Titeln.
Geschrieben wurden die Lieder von den AnnenMayKantereit-Mitgliedern Christopher Annen, Malte Huck, Severin Kantereit und Henning May, wobei lediglich May am Schreibprozess aller Lieder beteiligt war, wobei er drei Lieder alleine schrieb. Die Produktion aller Lieder erfolgte alleine durch Moses Schneider, der zudem auch Koautor von Das Krokodil ist.

## Titelliste
1. Oft gefragt – 3:12
2. Pocahontas – 3:05
3. Es geht mir gut – 2:41
4. 3. Stock – 4:12
5. Wohin du gehst – 2:59
6. Mir wär' lieber, du weinst – 3:17
7. Bitte bleib – 4:41
8. Neues Zimmer – 2:57
9. Barfuß am Klavier – 3:15
10. 21, 22, 23 – 2:49
11. Länger bleiben – 4:36
12. Das Krokodil – 2:40

## Singleauskopplungen
| Jahr | Titel             | Höchstplatzierung, Gesamtwochen, AuszeichnungChartplatzierungen (Jahr, Titel, , Platzierungen, Wochen, Auszeichnungen, Anmerkungen) | Höchstplatzierung, Gesamtwochen, AuszeichnungChartplatzierungen (Jahr, Titel, , Platzierungen, Wochen, Auszeichnungen, Anmerkungen) | Anmerkungen                                               |
| Jahr | Titel             | DE | AT | Anmerkungen                                               |
| ---- | ----------------- | --- | --- | --------------------------------------------------------- |
| 2016 | Pocahontas        | DE31 ×2Doppelplatin · (14 Wo.)DE | AT63 Gold · (2 Wo.)AT | Erstveröffentlichung: 5. Februar 2016 Verkäufe: + 815.000 |
| 2016 | Barfuß am Klavier | DE51 Platin · (2 Wo.)DE | — | Erstveröffentlichung: 18. März 2016 Verkäufe: + 400.000   |

## Rezeption
Daniel Gerhardt vergleicht die Band in seiner Rezension des Albums mit den Beatsteaks: „AnnenMayKantereit erinnern an die Beatsteaks, obwohl sie nicht wie die Beatsteaks klingen. Mit den Urgesteinen des Berliner Punk-Establishments teilen sie sich den Wumms und das Bummsfallera, eine gewisse Grobschlächtigkeit, die auf Festivals immer geht. Ihr Sänger Henning May singt auch so reibeisern wie der Typ von den Beatsteaks, und seine Texte sind genauso schlecht, nur auf deutsch.“
Josa Mania-Schlegel beschrieb den Sound von Sänger Henning May auf SZ.de als „Atem des Geschundenen“: „Mays großer Trumpf des rauen Tons wirkt dann wie ein Effekt, der aber genau das Gegenteil bedeuten soll – nämlich Echtheit.“
Über das Lied Oft gefragt sagte der Sänger Drangsal in einem Interview: „Als ich das zum ersten Mal gehört habe, sind mir irgendwie die Tränen gekommen“. Das Lied sei „vielleicht der großartigste deutschsprachige Popsong der letzten zwanzig Jahre“. Es sei „ein unfassbares Lied“.

## Kommerzieller Erfolg

### Chartplatzierungen
Alles nix Konkretes stieg in der Debütwoche auf Platz eins in Deutschland und Österreich sowie auf Rang sechs in der Schweiz ein. In Deutschland platzierte sich das Album 182 Wochen in den Charts, damit zählt es zu den erfolgreichsten Dauerbrennern der Chartgeschichte.
| ChartsChartplatzierungen | Höchstplatzierung | Wochen |
| ------------------------ | ----------------- | ------ |
| Deutschland (GfK)        | 1 (182 Wo.)       | 182    |
| Österreich (Ö3)          | 1 (46 Wo.)        | 46     |
| Schweiz (IFPI)           | 6 (30 Wo.)        | 30     |

| ChartsJahrescharts (2016) | Platzierung |
| ------------------------- | ----------- |
| Deutschland (GfK)         | 9           |
| Österreich (Ö3)           | 53          |
| Schweiz (IFPI)            | 83          |

| ChartsJahrescharts (2017) | Platzierung |
| ------------------------- | ----------- |
| Deutschland (GfK)         | 52          |

### Auszeichnungen für Musikverkäufe
| Land/Region        | Auszeichnungen für Musikverkäufe (Land/Region, Auszeichnung, Verkäufe) | Verkäufe |
| ------------------ | ---------------------------------------------------------------------- | -------- |
| Deutschland (BVMI) | 5× Gold                                                                | 500.000  |
| Österreich (IFPI)  | Platin                                                                 | 15.000   |
| Insgesamt          | 1× Gold · 3× Platin ·                                                  | 515.000  |